# Оводов, Олег Борисович
Олег Борисович Оводов (19 сентября 1941 — 13 апреля 2017) — советский и российский тренер, заслуженный тренер РСФСР по конному спорту, судья всесоюзной категории, отличник физической культуры и спорта.

## Биография
Окончил Государственный центрального ордена Ленина институт физической культуры. Конным спортом стал заниматься в возрасте 14 лет в 1954 году в конноспортивной школе ДСО «Пищевик». Становился четырёхкратным чемпионом СССР, входил в состав сборной Советского Союза. 
С 1961 года перешел на тренерскую работу. В 1963 году получил звание мастера спорта.
С 1980 года по 1982 год являлся старшим тренером молодежной команды СССР. С 1982 года по 1992 год — главный тренер сборной команды СССР по конному спорту. На Олимпийских играх 1992 года был главным тренером сборной Объединенной команды. Затем работал главным тренером сборной команды России по преодолению препятствий.
Его ученица — мастер спорта международного класса Любовь Кочетова.
Способствовал тому, что конным спортом стал заниматься Анатолий Тимченко — второй номер национального рейтинга конкура по состоянию на 2016 год. В десятилетнем возрасте Анатолий Тимченко оказался в манеже ЦСК «Урожай», и Олег Оводов предложил ему заниматься там, а также позже помог попасть в группу к тренеру Елене Константиновне Картавской.
Спортивный судья всероссийской категории. Выступал в роли главного судьи на важнейших национальных соревнованиях — чемпионатах России и Кубках страны.